# هوایی که تنفس می‌کنم
هوایی که تنفس می‌کنم (انگلیسی: The Air I Breathe) فیلمی در ژانر درام، جنایی، و رمانتیک است که در سال ۲۰۰۷ منتشر شد.

## بازیگران
- کوین بیکن
- ژولی دلپی
- برندن فریزر
- اندی گارسیا
- سارا میشل گلر
- کلارک گرگ
- امیل هرش
- فارست ویتاکر
- کلی هو
- تیلور نیکولز
- جان چو
- جان برنثال
- ساشا پیترسه
- تاد استاشویک
- کاری ورر